# Venezuela Open
Die Venezuela Open sind offene internationale Meisterschaften von Venezuela im Badminton. Sie wurden zum ersten Mal im Juni 2024 ausgetragen.

## Sieger
| Jahr | Herreneinzel  | Dameneinzel                       | Herrendoppel                           | Damendoppel                                            | Mixed                                                          |
| ---- | ------------- | --------------------------------- | -------------------------------------- | ------------------------------------------------------ | -------------------------------------------------------------- |
| 2024 | Adriano Viale | Maria Clara Lopes Lima            | Javier Armando Alas Joiser Calanche    | Maria Clara Lopes Lima Maria Julia Da Cruz Nascimento  | Reece Marcano Chequeda De Boulet                               |
| 2025 | Rohan Thool   | Vanessa Maricela Garcia Contreras | Gabriel Zink Vinicius Eberling Ribeiro | Daiane Carvalho Bezerra Maria Julia da Cruz Nascimento | Maximiliano Peregrina Torres Miriam Jacqueline Rodriguez Perez |